# Pedicularis fragarioides
Pedicularis fragarioides är en snyltrotsväxtart som beskrevs av Tsoong. Pedicularis fragarioides ingår i släktet spiror, och familjen snyltrotsväxter. Inga underarter finns listade i Catalogue of Life.